# Gausberto di Empúries
Gausberto, o Gausbert (... – 931), è stato un nobile franco conte di Rossiglione, dal 915 e d'Empúries, dal 916 sino alla morte.

## Origine
Era il figlio primogenito del conte d'Empúries e futuro conte di Rossiglione, Sunyer II  e della moglie, Ermengarda, di cui non si conoscono gli ascendenti, come risulta da un documento del 931, di una donazione fatta da Gausberto assieme al vescovo di Elne, Waldaldo, dove vengono citati assieme al padre, Sunyer II e alla madre, Ermengarda, anche i fratelli, Bencione ed Elmerado, e la sorella, Arsinda.

## Biografia
Di Gausberto si hanno scarse notizie.
Suo padre era divenuto Conte di Empúries a seguito della nomina ricevuta dal re dei Franchi occidentali, Carlo il Calvo, dopo la ribellione di Unifredo.
Nell'899, alla morte di Mirone, suo padre, Sunyer II, era divenuto anche conte del Rossiglione, unificandolo alla contea di Empuries.
Alla morte di Sunier II, nel 915, Gausberto, come primogenito gli succedette nel Rossiglione, mentre, nella contea di Empuries, gli succedette il secondogenito, Bencione.
Bencione morì circa un anno dopo, infatti il 1º settembre 916 suo fratello, Elmerado, vescovo di Elne, alla presenza del conte Gausberto I consacrò una chiesa alla memoria di Bencione. Bencione era morto senza eredi, per cui Gausberto aveva ereditato anche la contea di Empuries.
Nel 922, Gausberto e la moglie, Trudegarda, vendettero una proprietà, come risulta dal documento LXVI della Marca Hispanica sive Limes Hispanicus.
Un'iscrizione che si trova nella chiesa di Sant Martí d'Empúries, nel comune di L'Escala, si cita Gausberto, definendolo Eroe trionfante, o perché, nel 924, corse in aiuto a Raimondo III di Tolosa, per combattere i Magiari, oppure aveva respinto, in quel periodo, un attacco di pirati Saraceni.
Gausberto morì, nel 931. Gli succedette in entrambe le contee il figlio, Gausfredo.

## Matrimonio e discendenza
Gausberto aveva sposato Trudegarda, di cui non si conoscono gli ascendenti, come risulta dal documento LXVI della Marca Hispanica sive Limes Hispanicus, di cui sopra. Da Trudegarda, Gausberto ebbe un unico figlio:
- Gausfredo († prima del 28 febbraio 991) conte d'Empúries e di Rossiglione.

### Fonti primarie
- (LA)  Histoire générale de Languedoc, Tomus V Preuves.

### Letteratura storiografica
- René Poupardin, I regni carolingi (840-918), in «Storia del mondo medievale», vol. II, 1999, pp. 583–635
- Louis Halphen, Francia: gli ultimi carolingi e l'ascesa di Ugo Capeto (888-987), in «Storia del mondo medievale», vol. II, 1999, pp. 635–661
- (LA)  Marca Hispanica sive Limes Hispanicus, 1688.